# Gudhems och Kåkinds domsagas valkrets
Gudhems och Kåkinds domsagas valkrets var vid riksdagsvalen till andra kammaren 1866-1908 en egen valkrets med ett mandat. Valkretsens område motsvarade Gudhems och Kåkinds domsaga. Valkretsen avskaffades vid övergången till proportionellt valsystem inför andrakammarvalet 1911, då Kåkinds härad överfördes till Skaraborgs läns norra valkrets och Gudhems härad till Skaraborgs läns södra valkrets.

## Riksdagsmän
- Jakob Otterström, min 1867 (1867–1869)
- Johannes Jonson, lmp 1870–1887, nya lmp 1888–1893 (1870–1893)
- Lars Johan Jansson, gamla lmp 1894, lmp 1895–1911 (1894–1911)

## Valresultat

### 1896
| Andrakammarvalet i Sverige 1896: Gudhems och Kåkinds domsagas valkrets | Andrakammarvalet i Sverige 1896: Gudhems och Kåkinds domsagas valkrets | Andrakammarvalet i Sverige 1896: Gudhems och Kåkinds domsagas valkrets | Andrakammarvalet i Sverige 1896: Gudhems och Kåkinds domsagas valkrets | Andrakammarvalet i Sverige 1896: Gudhems och Kåkinds domsagas valkrets |
| Kandidat                                                               | Kandidat                                                               | Röster                                                                 | Röster                                                                 | Röster                                                                 |
| Kandidat                                                               | Kandidat                                                               | Antal                                                                  | %                                                                      | +− %                                                                   |
| ---------------------------------------------------------------------- | ---------------------------------------------------------------------- | ---------------------------------------------------------------------- | ---------------------------------------------------------------------- | ---------------------------------------------------------------------- |
|                                                                        | Lars Johan Jansson                                                     | 470                                                                    | 62,8                                                                   |                                                                        |
|                                                                        | Ernst Lundell                                                          | 273                                                                    | 36,4                                                                   |                                                                        |
|                                                                        | Övriga kandidater                                                      | 6                                                                      | 0,8                                                                    |                                                                        |
| Antal giltiga röster                                                   | Antal giltiga röster                                                   | 749                                                                    |                                                                        |                                                                        |
| Kasserade röster                                                       | Kasserade röster                                                       | 327                                                                    |                                                                        |                                                                        |
| Totalt                                                                 | Totalt                                                                 | 1 076                                                                  |                                                                        |                                                                        |

- Valdeltagandet var 60,0%.

### 1899
| Andrakammarvalet i Sverige 1899: Gudhems och Kåkinds domsagas valkrets | Andrakammarvalet i Sverige 1899: Gudhems och Kåkinds domsagas valkrets | Andrakammarvalet i Sverige 1899: Gudhems och Kåkinds domsagas valkrets | Andrakammarvalet i Sverige 1899: Gudhems och Kåkinds domsagas valkrets | Andrakammarvalet i Sverige 1899: Gudhems och Kåkinds domsagas valkrets |
| Kandidat                                                               | Kandidat                                                               | Röster                                                                 | Röster                                                                 | Röster                                                                 |
| Kandidat                                                               | Kandidat                                                               | Antal                                                                  | %                                                                      | +− %                                                                   |
| ---------------------------------------------------------------------- | ---------------------------------------------------------------------- | ---------------------------------------------------------------------- | ---------------------------------------------------------------------- | ---------------------------------------------------------------------- |
|                                                                        | Lars Johan Jansson                                                     | 515                                                                    | 80,5                                                                   | ▲17,7                                                                  |
|                                                                        | Ernst Lundell                                                          | 65                                                                     | 10,1                                                                   | ▼26,3                                                                  |
|                                                                        | Övriga kandidater                                                      | 60                                                                     | 9,4                                                                    |                                                                        |
| Antal giltiga röster                                                   | Antal giltiga röster                                                   | 640                                                                    |                                                                        |                                                                        |
| Kasserade röster                                                       | Kasserade röster                                                       | 53                                                                     |                                                                        |                                                                        |
| Totalt                                                                 | Totalt                                                                 | 693                                                                    |                                                                        |                                                                        |

Valet ägde rum den 21 augusti 1899. Valdeltagandet var 38,1%.

### 1902
| Andrakammarvalet i Sverige 1902: Gudhems och Kåkinds domsagas valkrets | Andrakammarvalet i Sverige 1902: Gudhems och Kåkinds domsagas valkrets | Andrakammarvalet i Sverige 1902: Gudhems och Kåkinds domsagas valkrets | Andrakammarvalet i Sverige 1902: Gudhems och Kåkinds domsagas valkrets | Andrakammarvalet i Sverige 1902: Gudhems och Kåkinds domsagas valkrets |
| Kandidat                                                               | Kandidat                                                               | Röster                                                                 | Röster                                                                 | Röster                                                                 |
| Kandidat                                                               | Kandidat                                                               | Antal                                                                  | %                                                                      | +− %                                                                   |
| ---------------------------------------------------------------------- | ---------------------------------------------------------------------- | ---------------------------------------------------------------------- | ---------------------------------------------------------------------- | ---------------------------------------------------------------------- |
|                                                                        | Lars Johan Jansson                                                     | 380                                                                    | 89,4                                                                   | ▲8,9                                                                   |
|                                                                        | Närmaste kandidat                                                      | 11                                                                     | 2,6                                                                    |                                                                        |
|                                                                        | Övriga kandidater                                                      | 34                                                                     | 8,0                                                                    |                                                                        |
| Antal giltiga röster                                                   | Antal giltiga röster                                                   | 425                                                                    |                                                                        |                                                                        |
| Kasserade röster                                                       | Kasserade röster                                                       | 2                                                                      |                                                                        |                                                                        |
| Totalt                                                                 | Totalt                                                                 | 427                                                                    |                                                                        |                                                                        |

Valet ägde rum den 8 september 1902. Valdeltagandet var 22,3%.

### 1905
| Andrakammarvalet i Sverige 1905: Gudhems och Kåkinds domsagas valkrets | Andrakammarvalet i Sverige 1905: Gudhems och Kåkinds domsagas valkrets | Andrakammarvalet i Sverige 1905: Gudhems och Kåkinds domsagas valkrets | Andrakammarvalet i Sverige 1905: Gudhems och Kåkinds domsagas valkrets | Andrakammarvalet i Sverige 1905: Gudhems och Kåkinds domsagas valkrets |
| Kandidat                                                               | Kandidat                                                               | Röster                                                                 | Röster                                                                 | Röster                                                                 |
| Kandidat                                                               | Kandidat                                                               | Antal                                                                  | %                                                                      | +− %                                                                   |
| ---------------------------------------------------------------------- | ---------------------------------------------------------------------- | ---------------------------------------------------------------------- | ---------------------------------------------------------------------- | ---------------------------------------------------------------------- |
|                                                                        | Lars Johan Jansson                                                     | 552                                                                    | 86,1                                                                   | ▼3,3                                                                   |
|                                                                        | Närmaste kandidat                                                      | 77                                                                     | 12,0                                                                   |                                                                        |
|                                                                        | Övriga kandidater                                                      | 12                                                                     | 1,9                                                                    |                                                                        |
| Antal giltiga röster                                                   | Antal giltiga röster                                                   | 641                                                                    |                                                                        |                                                                        |
| Kasserade röster                                                       | Kasserade röster                                                       | 0                                                                      |                                                                        |                                                                        |
| Totalt                                                                 | Totalt                                                                 | 641                                                                    |                                                                        |                                                                        |

Valet ägde rum den 11 september 1905. Valdeltagandet var 31,4%.

### 1908
| Andrakammarvalet i Sverige 1908: Gudhems och Kåkinds domsagas valkrets | Andrakammarvalet i Sverige 1908: Gudhems och Kåkinds domsagas valkrets | Andrakammarvalet i Sverige 1908: Gudhems och Kåkinds domsagas valkrets | Andrakammarvalet i Sverige 1908: Gudhems och Kåkinds domsagas valkrets | Andrakammarvalet i Sverige 1908: Gudhems och Kåkinds domsagas valkrets |
| Kandidat                                                               | Kandidat                                                               | Röster                                                                 | Röster                                                                 | Röster                                                                 |
| Kandidat                                                               | Kandidat                                                               | Antal                                                                  | %                                                                      | +− %                                                                   |
| ---------------------------------------------------------------------- | ---------------------------------------------------------------------- | ---------------------------------------------------------------------- | ---------------------------------------------------------------------- | ---------------------------------------------------------------------- |
|                                                                        | Lars Johan Jansson                                                     | 643                                                                    | 81,4                                                                   | ▼4,7                                                                   |
|                                                                        | Karl Johansson (liberal)                                               | 137                                                                    | 17,3                                                                   |                                                                        |
|                                                                        | Övriga kandidater                                                      | 10                                                                     | 1,3                                                                    |                                                                        |
| Antal giltiga röster                                                   | Antal giltiga röster                                                   | 790                                                                    |                                                                        |                                                                        |
| Kasserade röster                                                       | Kasserade röster                                                       | 6                                                                      |                                                                        |                                                                        |
| Totalt                                                                 | Totalt                                                                 | 796                                                                    |                                                                        |                                                                        |

Valet ägde rum den 29 september 1908. Valdeltagandet var 38,1%.